# Francis Edward Clark
Francis Edward Clark, född 12 september 1851 och död 26 maj 1927, var en amerikansk präst av kongregationalistiska kyrkan.
Clark var grundare av Christian endeavor. Clark har utgett ett flertal skrifter i religiösa ämnen, reseskildringar med mera. Bland annat utgav han 1914 The charm of Scandinavia.